# Vergiftet oder arbeitslos?
Vergiftet oder arbeitslos? ist ein deutscher Fernsehfilm von Bernward Wember für das ZDF 1982. Der Regisseur bewies am Beispiel des Konfliktes Ökologie-Ökonomie die Anwendung seiner Theorie zur nachhaltigen Information und Aufklärung komplexer Zusammenhänge mit inszenatorischen Mitteln.
Wembers Film ist parteiisch und provoziert die im öffentlich-rechtlichen Fernsehen angestrebte Ausgewogenheit innerhalb einer einzelnen Sendung. Vielmehr hinterfragt der Medienwissenschaftler diesen Anspruch und weist auf die Verpflichtung der Programmanbieter zur Binnenpluralität insgesamt hin.

## Handlung
Am Beispiel des Einsatzes von Chemie in der Landwirtschaft wird der Zusammenhang zwischen Industrie und Umweltzerstörung thematisiert. In seinem Standpunktfilm versucht der Regisseur Bernward Wember, komplexe Zusammenhänge auf einen Nenner zu bringen: Die Verwendung von Pflanzenschutzmitteln führe zum Kollaps des ökologischen Gleichgewichts. Verdeutlicht wird diese Aussage mit Hilfe besonderer Stilmittel und durch eine kontrovers geführte Diskussion zwischen Vater und Tochter, Bauer und Chemiemanager.
Ein kritischer, Partei ergreifender (Fernseh-)Film, der auf unkonventionelle Weise das Verhältnis von Chemie-Industrie und Landwirtschaft mediendidaktisch aufbereitet und dabei Missstände und unkontrollierbare Eingriffe in den Naturkreislauf aufdeckt. Er wurde zum Politikum, als im Fernsehen lediglich eine stark gekürzte Fassung ausgestrahlt wurde. (Medienzentrum Hessen)

## Hintergrund
Der Filmtitel spricht das Dilemma an: es geht um den Interessenskonflikt von chemischer Industrie und ökologischer Landwirtschaft. Revolutionär ist die Machart des Films: Bernward Wember, Professor an der Hochschule der Künste in Berlin bis 2000, brachte in die Umsetzung des Themas konsequent seine Theorie zur Informationsvermittlung im audio-visuellen Medium ein.
Maßgeblich dafür waren seine in den 1970er Jahren gewonnenen Erkenntnisse aus vorausgegangenen Analysen, u. a.: Objektiver Dokumentarfilm? (1972) und Wie informiert das Fernsehen? Ein Indizienbeweis (1975). Analog verzichtete Wember auf Bild-Text-Scheren oder kurzzeitig wirksame Effekte wie audio-visuelle Durchlauferhitzer. Um das komplexe, ursprünglich vom ZDF vorgeschlagene Thema: Ökologie-Ökonomie nachhaltig zu vermitteln, setzte Wember neben Realfilmszenen auf Grafiken, tricktechnische Mittel und vereinfachende Modellbauten. Zudem inszenierte er Spiel- und Dialogpassagen und ließ Gustl Bayrhammer die Rolle eines kritischen Umweltschützers einnehmen; stellvertretend für den Autor und mit deutlich benannter Position.
Filmkritiker warfen dem Film Langatmigkeit und Emotionen reduzierende Didaktik vor. Gleichwohl enthielt Wembers Film ein hohes Maß an Qualität zur Aufklärung: im Falle einer TV-Ausstrahlung bzw. der anschließend weiteren Verwertung der ursprünglichen Filmfassung drohte die chemische Industrie, konkret BASF, Bayer AG, Hoechst AG, sowohl dem ZDF als auch dem Regisseur mit rechtlichen Schritten.
Schließlich wurde Vergiftet oder arbeitslos? als 60 Min. Kurzfassung am 21. Juli 1982, zudem an einigen Stellen von einer begleitenden  Diskussionsrunde unterbrochen, im ZDF ausgestrahlt. Nach mehrjähriger Verhandlung, belegt mit Verpflichtungen zu Streichungen im Kommentar, einem besonderen Vorwort, wurde er als 97 Min. Langfassung von Atlas-Film + AV, Duisburg verliehen.

## Kritiken
„Formal revolutionär, didaktisch brillant, rabiat einseitig in Mache und Tendenz – ein erfrischendes öffentliches Ärgernis, das hinter der Frage ‚Vergiftet oder arbeitslos?‘ den ‚Streit zwischen Umweltschutz und Wirtschaftsinteressen‘ aufrollt.“

„Der qualitative Unterschied zwischen diesem Film und der sonst fernsehüblichen Aufbereitung ‚schwieriger Themen‘ liegt in Wember filmpolitischem Ansatz. Der Zuschauer wird nicht als stumpfsinnig glotzendes Wesen behandelt, sondern er knüpft an seine geistigen Fähigkeiten und emotionalen Interessen an.“

„Im Dialog mit seiner Filmtochter Eva Mattes führt Bayrhammer durch den Film, der in einer zunächst ungewöhnlichen, nach und nach immer faszinierender wirkenden Bildergeschichte Kreisläufe von Natur und Chemie schildert, die die Abhängigkeit der Landwirtschaft von der Industrie drastisch vor Augen führt.“

„Ein kritischer, Partei ergreifender (Fernseh-)Film, der auf unkonventionelle Weise das Verhältnis von Chemie-Industrie und Landwirtschaft mediendidaktisch aufbereitet und dabei Mißstände und unkontrollierbare Eingriffe in den Naturkreislauf aufdeckt. Er wurde zum Politikum, als im Fernsehen lediglich eine stark gekürzte Fassung ausgestrahlt und eine anschließende Auswertung durch andere Medien (Video, 16 mm) nach Protesten der Chemie-Industrie in Frage gestellt wurde. Schließlich kam eine Fassung in den Verleih, die durch einen 15minütigen Kommentar des Regisseurs eingeleitet wird und deren Ton an bestimmten Stellen gelöscht werden musste, während an anderen eine Richtigstellung der Industrie eingespielt wurde. In dieser Version illustriert der Film nachdrücklich die Interessenkollision.“

„Wembers Bild-Traktat: eine, wie ich finde, faszinierende Disputation am Grenzrain von Ökonomie und Ökologie. Ich sage mit Absicht: Disputation, weil ich finde, dass dieses Wort das von Wember gewählte filmische Genus am genauesten bezeichnet.
Durch diese säkulare Bilder-Bibel wird der Betrachter am Bildschirm zur Meditation über den immer neu ansetzenden, das Problem auffächernden, die Fragestellungen verschärfenden Traktat aufgefordert, wird durch die offengelegte Parteilichkeit zum Widerspruch gereizt. Für schwierige Tatbestände sinnliche Korrelate zu finden (im Wiederholungsvorgang als Chiffren von Gleichnis-Charakter erkennbar), scheint mir eins der schwierigsten Unterfangen, das einer anfangen kann. Wember ist es gelungen, gelungen deshalb, weil er, im Gegensatz zu anderen, dort nicht aufgegeben hat, wo es gemeinhin heißt: ‚das ist optisch nicht mehr darstellbar. Scholastische Operationen lassen sich nicht photographieren.‘ Sie tun es, sie lassen sich, wie Wember gezeigt hat, in konsequenter bildlicher Umsetzung darstellen – und sogar schön!
Das Ästhetische als kognitives Element. Harmonische, in immer neuen Wechselspielen gegliederte Farb-Tafeln als Fibel-Bestandteile, mathematische Strukturen, sinnenhafte Geometrie als Modelle, die einem breiten Publikum zur Erkenntnis des exemplarisch behandelten Problems ‚Ökonomie contra Ökologie‘ verhelfen. Endlich einmal wird hier das Schöne nicht zur atmosphärischen Umschreibung und damit Verwischung, sondern zur Erhellung des Problems eingesetzt.
Momos freut sich auf die Sendung und sagt: Hier wurde, endlich einmal, Neuland gewonnen! Spannende Problemerhellung à la Spinoza, durch geometrische Methode. Herzlichen Glückwunsch!“

## Auszeichnungen
- Deutscher Kritikerpreis 1982, Kategorie Fernsehen

## Veröffentlichungen (Auswahl)
- Vergiftet oder arbeitslos? Ein Sachbilderbuch zum Streit zwischen Umweltschutz und Wirtschaftsinteressen, Der Fall: ZDF – Wember – Chemie. Eichborn Verlag, Frankfurt am Main 1983, ISBN 3-8218-1707-0.
- Vergiftet oder arbeitslos? Medienzentrum Hessen